# (4777) Aksenov
(4777) Aksenov est un astéroïde de la ceinture principale.

## Description
(4777) Aksenov est un astéroïde de la ceinture principale. Il fut découvert le 24 septembre 1976 à Naoutchnyï par Nikolaï Tchernykh. Il présente une orbite caractérisée par un demi-grand axe de 2,17 UA, une excentricité de 0,13 et une inclinaison de 1,3° par rapport à l'écliptique.

## Compléments